# Ambra Orfei
Ambra Orfei (Roma, 23 ottobre 1967) è una circense e personaggio televisivo italiana.

## Biografia
Figlia di Nando Orfei e Anita Gambarutti, Ambra Orfei è sorella di Paride e Gioia della famiglia circense degli Orfei, ed è acrobata e cavallerizza. Ha debuttato nel 1978, a undici anni, in un numero di colombe ammaestrate. Nel 1979 debutta anche come cantante, incidendo il singolo Chiamami amore. In seguito incide altri due 45 giri, nel 1982 Compagno di scuola, e nel 1986 Love Me Too, che otterrà la posizione numero 48 dei singoli più venduti in Italia. Tuttavia la popolarità presso il grande pubblico avverrà soltanto grazie alle sue esperienze come conduttrice, cominciate nel 1982, a sedici anni, nel programma Rai Lo scatolone. Nel 1983 viene nominata Prima Miss dell'anno.
In seguito Ambra Orfei parteciperà  anche a Sotto le stelle, Drive In, Il processo di Biscardi  per due edizioni e varie trasmissioni legate al mondo del circo, come Sabato al Circo o Circhi nel mondo. Nel 1987 lavora anche come attrice nel telefilm Sapore di gloria diretto da Marcello Baldi e andato in onda per tredici episodi su Rai 1. Dal 1988 la Orfei ha fondato l'agenzia Ambra Orfei Entertainment, per la produzione di spettacoli per bambini, e la scuola circense Il piccolo circo del sole.

## Vita privata
Nel 2006 si candida al consiglio comunale di Milano con Alleanza Nazionale, ma ottiene solo 30 preferenze. Sposata nel 2015 con Gabriele Piemonti, da cui ha avuto la figlia Ginevra nel 2011. Diventa vedova nel 2022.

## Discografia
- 1979 – Chiamami amore
- 1982 – Compagno di scuola
- 1986 – Love Me Too